# Achernar
Achernar (Alfa d'Eridà / α Eridani) és l'estrella més brillant de la constel·lació d'Eridà, i la novena més brillant del cel. És una supergegant visible a les zones meridionals del cel nocturn i sempre es troba per sota de l'horitzó per a bona part dels observadors de l'hemisferi nord terrestre. En els cels de l'hemisferi sud, és especialment conspícua durant el mes de setembre, quan més alta s'hi troba. Es troba a uns 144 anys llum de la Terra. El nom Achernar s'aplica al component principal d'un sistema binari. Els dos components s'anomenen Alpha Eridani A (el primari) i B (el secundari), i aquest últim es coneix informalment com Achernar B. Tal com ho determina l'astrometria del satèl·lit Hipparcos, aquest sistema està situat a una distància aproximadament 139 anys llum del Sol.
De les deu estrelles aparents més brillants del cel nocturn, Alpha Eridani és el més calent i de color més blau, a causa que Achernar és de tipus espectral B. Achernar té una velocitat de rotació inusualment ràpida, la qual cosa fa que adquireixi forma oblada. Gira tan ràpidament que el seu diàmetre equatorial és un 50% superior al seu diàmetre polar. A més, emet matèria a un ritme milers de vegades superior al del Sol. Està acompanyada d'una estrella secundària més petita, B Eridani, de tipus espectral A, i orbita Achernar a una distància de 735 AU.
El nom prové de l'àrab آخر النهر (āxir an-nahr), que significa «el final del riu».

## Nomenclatura
α Eridani ([llatinitzat Alpha Eridani) és la designació de Bayer del sistema. Les designacions dels dos components—Alpha Eridani A i B—deriven de la convenció utilitzada pel Washington Multiplicity Catalog (WMC) per a múltiples sistemes estel·lars, i adoptada per la Unió Astronòmica Internacional (IAU).
El sistema porta el nom tradicional d'Achernar (de vegades escrit Achenar), derivat de l'àrab آخر النهر ākhir an-nahr, que significa «el final del riu». No obstant això, sembla que el nom originalment es referia a Theta Eridani, que darrerament es coneixia amb el nom tradicional similar Acamar, amb la mateixa etimologia. El Grup de treball de la Unió Astronòmica internacional per als noms d'estrelles (IAU Working Group on Star Names, WGSN) va aprovar el nom amb l'ortografia Achernar per al component Alpha Eridani A el 30 de juny de 2016 i ara s'inclou a la llista de noms d'estrelles aprovats per la IAU.
En xinès, a causa de l'adaptació de les constel·lacions de l'hemisferi sud europeu al sistema xinès, 水委 (Shuǐ Wěi), que significa Aigua corrent torta, es refereix a un asterisme format per ζ Phoenicis i η Phoenicis. En conseqüència, el mateix Achernar és conegut com la primera estrella de l'aigua corrent torta (Shuǐ Wěi yī, anglès: la primera estrella de l'aigua corrent torta).
Els indígenes boorong del nord-oest de Victòria, Austràlia, la van anomenar Yerrerdetkurrk.

### Homònim
USS Achernar (AKA-53) va ser un vaixell de càrrega d'atac de l'Armada dels Estats Units.

## Propietats

La velocitat de rotació extrema ha aplanat a Achernar.

Achernar està al cel profund del sud i mai s'eleva sobre l'horitzó més enllà dels 33°N, aproximadament la latitud de Dallas, Texas. Es veu millor des de l'Hemisferi Sud al novembre; és una estrella circumpolar per sobre (és a dir, al sud) dels 33°S, aproximadament la latitud de Santiago de Xile. En aquesta latitud, per exemple, la costa sud de Sud-àfrica (Ciutat del Cap a Port Elizabeth) quan està a la culminació inferior és amb prou feines visible a simple vista ja que està només un grau per sobre de l'horitzó, però segueix sent circumpolar. Més al sud, és ben visible a tota hora durant la nit.
Achernar és una estrella brillant i blava amb unes set vegades la massa del Sol. És una estrella de la seqüència principal amb una classificació estel·lar de B6, però és unes 3.000 vegades més lluminosa que el Sol. Les observacions en infraroig de l'estrella mitjançant un sistema d'òptica adaptativa al Very Large Telescope mostren que té una estrella companya en una òrbita propera. Sembla ser un estel de tipus A en el rang de classificació estel·lar A0V-A3V, la qual cosa suggereix una massa estel·lar d'aproximadament el doble que la del Sol. La separació de les dues estrelles és d'aproximadament 12,3 ua i el període orbital és d'almenys 14-15 anys.
El 2015 Achernar era l'estrella menys esfèrica coneguda de la Via Làctia. Gira tan ràpidament que ha adoptat la forma d'un esferoide oblat amb un diàmetre equatorial un 35% més gran que el seu diàmetre polar. L'eix polar està inclinat uns 60,6° respecte a la línia de visió des de la Terra. Atès que en realitat és un estel binari, la seva forma altament distorsionada pot causar desviacions no menyspreables de la trajectòria orbital de la companya respecte a una elipse kepleriana. Una situació similar passa amb l'estrella Regulus.
A causa de la forma distorsionada d'aquest estel, hi ha una important variació de temperatura per latitud. Al pol, la temperatura és de 17,124 K, mentre que a l'equador és de 12,673 K. La temperatura mitjana de l'estrella és d'aproximadament 15,000 K. Les altes temperatures polars estan generant un vent polar ràpid que està expulsant matèria de l'estrella, creant un embolcall polar de gas calent i plasma. Tota l'estrella està envoltada per un embolcall estès que pot detectar-se pel seu Excés d'infraroig, o per la seva polarització. La presència d'un disc circunestelar de gas ionitzat és una característica comuna de les estrelles Be com aquesta. El disc no és estable i decreix periòdicament cap a l'estrella. La màxima polarització del disc d'Achernar es va observar el setembre del 2014 i ara està disminuint.

### Companyia estel·lar
Un company estel·lar de l'estrella de rotació ràpida (Eridani B) es va descobrir l'any 2005 mitjançant el Very Large Telescope (VLT) de l'Observatori Europeu Austral (ESO). És una estrella nana de tipus espectral A, aproximadament dues vegades més massiva que el Sol, força semblant a Sirius. La seva separació molt feble (menys de mig segon d'angle) de l'estrella principal i la seva baixa lluminositat (30 vegades més feble que α Eridani) dificulten la seva observació.

## Visibilitat històrica
A causa de la precessió, Achernar es trobava molt més al sud en l'antiguitat que en l'actualitat, a 7,5 graus del pol sud al voltant del 3400 aC. (declinació −82° 40′) i encara es troba en declinació −76º cap al 1500 aC. Per tant, a l'antic Egipte no el podrien haver conegut. Fins i tot l'any 100, la seva declinació era al voltant del −67º, el que significa que Ptolemeu no podria haver-lo vist des d'Alexandria, mentre que Theta Eridani era visible tan al nord com Creta. Així doncs, «el final del riu» de Ptolemeu havia de ser sens dubte Theta Eridani.
El primer catàleg d'estrelles que conté Achernar a la carta d'Eridanus és el Uranometria de Johann Bayer. Bayer no el va observar ell mateix, i s'atribueix a Pieter Dirkszoon Keyser i els primers viatges dels holandesos a les Índies Orientals. Per tant, era l'única estrella de primera magnitud que no figurava a lAlmagest de Ptolemeu.
Fins aproximadament al març de 2000, Achernar i Fomalhaut eren les dues estrelles de primera magnitud més allunyades de qualsevol altra, essent els seus veïns més propers. Antares és ara l'estrella de primera magnitud més aïllada, tot i que Antares es troba en una constel·lació (Scorpius) amb moltes estrelles brillants de segona magnitud, mentre que les estrelles que envolten Alpha Eridani i Fomalhaut són considerablement més febles.
Alpha Eridani continuarà movent-se cap al nord durant els propers mil·lennis, assolint la seva màxima declinació al nord entre els mil·lennis 8 i 11, quan serà visible fins a Alemanya i el sud d'Anglaterra.

## Per a més informació
- Lovekin, C. C.; Deupree, R. G.; Short, C. I. «Surface Temperature and Synthetic Spectral Energy Distributions for Rotationally Deformed Stars». The Astrophysical Journal, 643, 1, 2006, pàg. 460–470. arXiv: astro-ph/0602084. Bibcode: 2006ApJ...643..460L. DOI: 10.1086/501492.